# Цервельєр

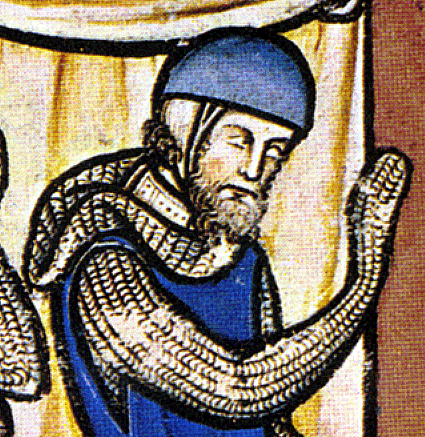
Лицар в цервельєрі

Цервельє́р (англ. cervelliere, нім. Hirnhaube) — європейський середньовічний шолом.
Використовувався в XII—XIV століттях. Являв собою залізний півсферичний шолом, який щільно облягав голову, схожий на каску. Ніяких елементів захисту обличчя не мав, хіба лише рідкісні шоломи доповнювалися наносниками. Міг носитися поверх кольчужного капюшона незнатними воїнами. Цервельєри могли забезпечуватися підкладками з шарів тканини, між якими був амортизуючий матеріал. Є думка, що цервельєри носила знать під топфхельмами. На початку XIV століття витісняються бацинетами.